# El persa
El persa, de Plaute, és una de les seves sis comèdies que poden datar-se entre el 191 i el 184 aC.

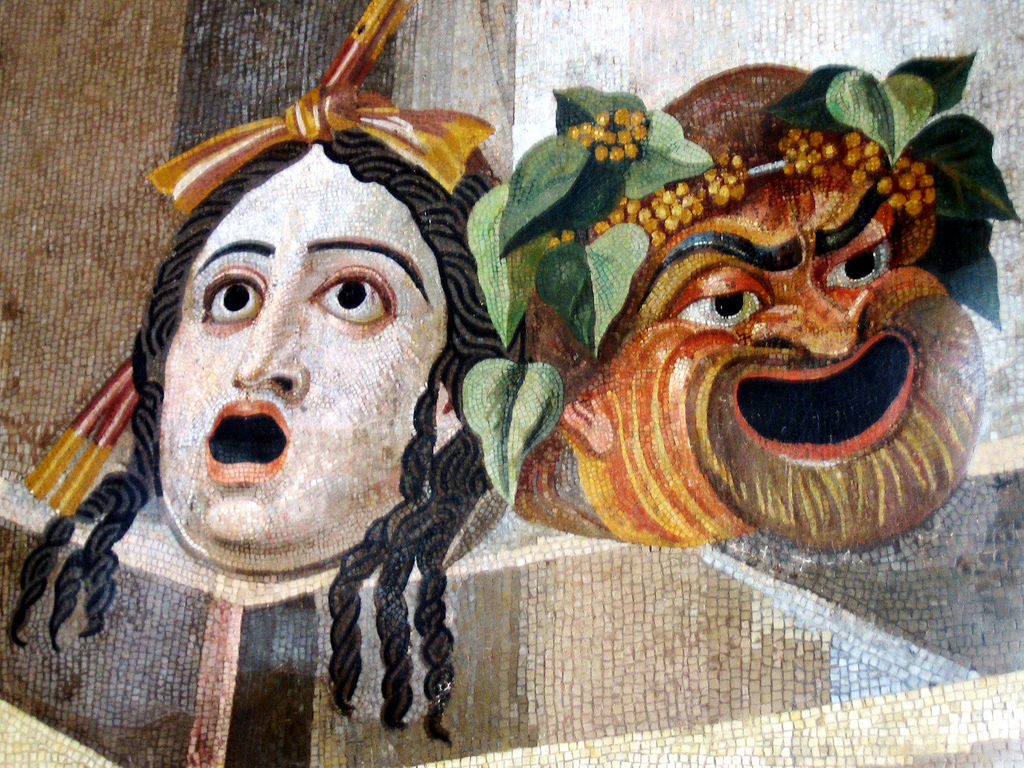
Mosaic de màscares còmiques

## Argument
Aquesta comèdia de Plaute ofereix noves situacions en una obra en la qual els protagonistes són els esclaus. És una de les úniques comèdies del dramaturg en què no apareixen els amos. Plaute duu el lector cap al món dels esclaus, lloc que ell coneixia molt bé, ja que, segons transmeteren alguns autors antics, ell mateix estigué sotmès a l'esclavitud, per així ensenyar que ells també s'enamoren, es barallen, es queixen, es diverteixen, etc.
Tòxil és un esclau profundament enamorat de Lemniscelene, una jove que viu amb el malvat alcavot Dòrdal. Per a comprar i fer lliure la jove Lemniscelene, Tòxil demana ajut al seu amic Sagaristió, que es disfressa de persa per a poder vendre la filla de Saciadó, un pobre home que necessita diners per a menjar, i així obtenir diners necessaris per a comprar l'estimada del seu amic.
Les aventures de Saciadó, capaç de fer el que sigui per a menjar, l'alcavot ambiciós, l'esclau amanerat (Pegni), que és pressionat per una vella meretriu i moltes ballarines completen la trama d'aquesta comèdia de confusions.

## Traduccions al català
Marçal Olivar. El persa. Barcelona, Fundació Bernat Metge, 1952 (traducció en prosa)